# Асо-Кудзю
Национальный парк Асо-Кудзю (яп. 阿蘇くじゅう国立公園 Асо кудзю: кокурицу ко:эн) — национальный парк, расположенный на японском острове Кюсю в префектурах Кумамото и Оита.
Территория национального парка включает в себя самое высокое нагорье острова — Кудзю, а также крупнейший действующий вулкан острова Асо. При создании в 1934 году национальный парк назывался Асо, но затем после расширения в 1986 году он получил современное название.